# Миропольский, Всеволод Иринеевич
Всеволод Иринеевич Миропольский (1838, Острогожский уезд, Воронежская губерния — 17 (29) апреля 1897) — русский санитарный врач, педагог, журналист, филолог, писатель. Доктор медицины.

## Биография
Родился 6 (18) декабря 1838 года в семье священника Никольской церкви слободы Евдаковой Острогожского уезда, Воронежской губернии Иринея Миропольского.
Окончил Воронежскую духовную семинарию и в 1860 году поступил в Московскую духовную академию, которую окончил в 1864 году. В 1865 году вышел из духовного звания и поступил на должность воспитателя 1-й московской военной гимназии.
Получил высшее медицинское образование. В 1880-х годах был помощником редактора журнала «Русская Мысль» С. А. Юрьева. Покинув вместе с ним редакцию, В. Миропольский долгое время жил в Америке. В нью-йоркском университете получил диплом доктора медицины. В качестве корреспондента сотрудничал и помещал статьи об американской жизни в «Вестнике Европы».
Возвратившись в Россию, сотрудничал в других периодическими изданиями. Какое-то время занимал должность фабричного инспектора Воронежского округа, особенно заботясь об улучшении фабричной гигиены и об устройстве школ при фабриках и заводах.
Автор «Курса русской грамматики» (1884), выдержавшего около 10 изданий, статьи «Общий очерк деятельности „Общества саратовских санитарных врачей“ с мая 1886 г. по январь 1893 г.» (1893) и др.
Совместно с А. Х. Сабининым основал и до конца жизни издавал журнал общественной медицины и гигиены «Медицинская беседа» (журнал выходил в 1869—1906 годы; по другим сведениям — с 2 апреля 1887 года по 1908 год). Журнал выходил два раза в месяц и имел большое значение для повышении уровня профессионализма врачей Российской империи.
Журнал ставил цель знакомить общество с последними достижениями врачебной науки, а также с желательной постановкой врачебного дела. Основным средством этого были популярные статьи по местным санитарным вопросам и земской медицине, публикация исторических сведений и информации о местных врачебных учреждениях и медиках. Также велась врачебная хроника и печатались заметки по народной медицине. Журнал «Медицинская беседа» в 1893 году был награждён большой золотой медалью на 1-й всероссийской гигиенической выставке в Санкт-Петербурге.
Скончался 17 (29) апреля 1897 года.